# Isabelle Corey
Isabelle Corey (Metz, 29 mei 1939 - Crozon, 6 februari 2011) was een Franse actrice.

## Levensloop en carrière
Corey had slechts een korte filmcarrière. In ruim vijf jaar tijd was ze te zien in zeventien films. In 1956 castte Jean-Pierre Melville haar in zijn misdaadfilm Bob le flambeur. In datzelfde jaar speelde ze in het drama Et Dieu... créa la femme, de film die de doorbraak zou betekenen van Brigitte Bardot. Een van haar laatste films was Roberto Rossellini's historisch drama Vanina Vanini uit 1961. 
Corey overleed in 2011 op 71-jarige leeftijd.